# كين وود
كين وود (بالإنجليزية: Ken Wood) هو لاعب كرة قاعدة أمريكي، ولد في 1 يوليو 1924 في لينكنتون في الولايات المتحدة، وتوفي في 22 نوفمبر 2007 في نورث ميرتل بيتش في الولايات المتحدة.

## وصلات خارجية
- كين وود على موقعبيزبول رفرنس.كوم (الدوري الرئيسي) (الإنجليزية)
- كين وود على موقعبيزبول رفرنس.كوم (الدوري الثانوي) (الإنجليزية)